# Szexfüggőség (South Park)
A Szexfüggőség (Sexual Healing) a South Park című amerikai animációs sorozat 195. epizódja (14. évadjának 1., évadkezdő része ). Elsőként 2010. március 17-én sugározták az Egyesült Államokban a Comedy Central műsorán, Magyarországon 2010. október 5-én mutatta be az Comedy Central. A cselekmény szerint az Tiger Woods profi golfjátékos szexbotránya kapcsán vizsgálat indul, hogy a sikeres és gazdag férfiak miért akarnak több nővel szexkapcsolatba lépni. Ezalatt Kyle-ról, Kenny-ről és Butters-ről kiderül, hogy szexfüggőkké váltak.
A rajzfilm számos hírességet kiparodizál, akik a valós életben szexbotrányba keveredtek: Bill Clinton, David Letterman, Charlie Sheen, David Duchovny és Ben Roethlisberger.

## Cselekmény
A Tiger Woods PGA Tour nevű játéksorozat következő epizódjában jól látható utalások vannak Woods feleségével való viszonyára annak félrelépése miatt, és így a játék inkább egy verekedős program, semmint egy golfszimulátor. Cartman, Kyle, Stan és Kenny nagy rajongói lesznek. Eközben tudósok megállapítják, hogy a szexfüggőség egy ragályos betegség, mely már el is szabadult a világon. Eldöntik, hogy gyerekeket is vizsgálni fognak, hogy elkapták-e a kórt, és Kennyt, Kyle-t és Butterst szexfüggőséggel diagnosztizálják. Kenny meghal, mikor Batman-jelmezben fojtogatja magát, Kyle-t és Butters pedig terápiára küldik szexfüggőségben szenvedő hírességek közé, mint Michael Douglas, Michael Jordan, Ben Roethlisberger, David Duchovny, Charlie Sheen, David Letterman, Bill Clinton, Billy Bob Thornton, Kobe Bryant, Eliot Spitzer, és maga Tiger Woods.
Miközben csimpánzokon kísérleteznek, a tudósok rájönnek, hogy a férfiak körében valahogy szerepe lehet a pénznek is a betegség terjedésében. Mivel a százdolláros hátoldalán az Independence Hall látható, tévesen azt a következtetést vonják le, hogy a helynek valami köze lehet a dologhoz. Elküldik a bizonyítékaikat Barack Obama elnöknek, aki úgy hiszi, a szexfüggőséget idegenek hozhatták a Földre. Egy osztagot küldet az Independence Hall-ba, hogy megtalálják azt az "idegen varázslót", aki az egészért felelős. Mikor az egyik katona megkérdőjelezi az egésznek az értelmét, és azt állítja, hogy a szexfüggőség nem is betegség, hanem a férfiegó része, Obama elviteti.
Miután Kyle is kezdi egyre inkább úgy gondolni, hogy a szexfüggőség nem járványos, és önkontrollal kordában tartható, egyre többen hiszik azt, hogy ő ellen tud állni a "varázsló" befolyásának. Fegyvert adnak neki és Buttersnek, és az Independence Hall-ba viszik őket. A korábban elvitetett kommandós jelenik ott meg betapasztott szájjal és varázslónak öltöztetve, akit a fiúknak le kell lőniük – és amikor ez megtörténik, bejelentik, hogy a "varázslat" hatása megszűnt. Tiger Woods bejelenti, hogy többé nem szexfüggő, a következő játéka pedig a golfról fog szólni. Cartmannek és Stannek nem tetszik, hogy ezzel így elrontották a golfot.

## Utalások
- Az epizódban látható hírességek szexbotrányaira történnek utalások. Roethlisberger a 2010 márciusi nyilvános vécés afférjára utal, Clinton a Monica Lewinskyval történtekre, David Letterman pedig arra a 2009 októberi esetre, amikor Joe Halderman, a CBS producere megzsarolta őt, hogy tud az afférjairól.
- A fojtogatós szex mint halálozási mód, David Carradine és Michael Hutchense hasonló esetére utal.
- Az epizód eredeti angol címe Marvin Gaye slágerére utal.